# Federico Sztyrle
Federico Enrique Sztyrle (* 9. September 1964 in San Martín, Buenos Aires) ist ein argentinischer Springreiter. Zurzeit lebt er in New York.
Bei den Olympischen Sommerspielen in Athen 2004 ritt er für Argentinien.

## Pferde
- Laica
- Chocolate
- Asgard 17, Besitzer: Christian Wolffer (bis zu seinem Tod)